# Staphyliniformia
Staphyliniformia je veliki infrared buba. Sadrži preko 70.000 opisanih vrsta iz svih regiona sveta. Većina vrsta se javlja u vlažnim staništima - raznim vrstama trulih biljnih ostataka, gljivica, balege, strvina, mnoge žive u slatkoj vodi.

## Karakteristike
Većina Staphyliniforms su bube male do prosečne veličine. Ova raznovrsna grupa ima nekoliko jasnih apomorfija. Pripadnici imaju primitivne 11-segmentne antene, stešnjen vrat iza očiju. Pronotum ima dobro definisanu, veliku bočnu ivicu. Noge larve su 5-segmentne, deseti trbušni segment je često sa manje-više finim ili jakim bodljama ili kukama. Urogomfi (upareni „rogovi“ na zadnjem vrhu abdomena larvi i kukuljica) sa bazalnom artikulacijom.